# Lasionycta perplexa
Lasionycta perplexa är en fjärilsart som beskrevs av Smith 1887. Lasionycta perplexa ingår i släktet Lasionycta och familjen nattflyn. Inga underarter finns listade i Catalogue of Life.

## Bildgalleri

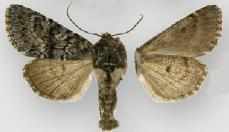
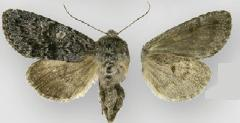